# Tinovul „Kicsi Romlásmezö” de la Plăieșii de Jos
Tinovul „Kicsi Romlásmezö (Rupturile Mici)” de la Plăieșii de Jos este o arie protejată de interes național ce corespunde categoriei a IV-a IUCN (rezervație naturală de tip botanic), situat în județul Harghita, pe teritoriul administrativ al comunei Plăieșii de Jos.

## Localizare
Aria naturală o suprafață de 15 hectare se află în partea sud-estică a județului Harghita la limita cu județul Covasna și cea sud-estică a satului Plăieșii de Jos, la poalele vestice a Munților Nemira, grupă muntoasă a Carpaților Moldo-Transilvani ce aparține Orientalilor.

## Descriere

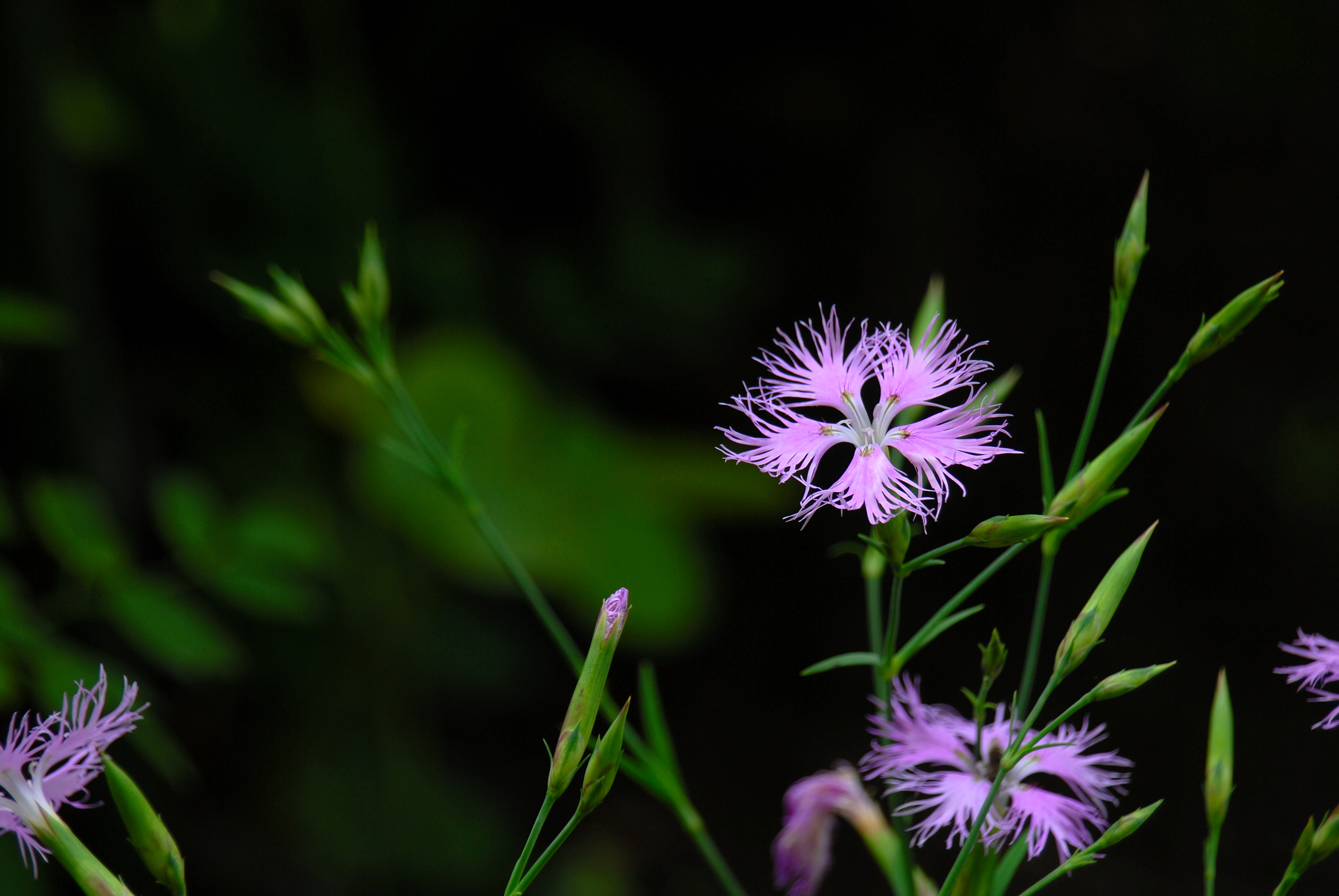
Dianthus superbus

Rezervația naturală a fost declarată arie protejată prin Legea Nr.5 din 6 martie 2000 (privind aprobarea Planului de amenajare a teritoriului național - Secțiunea a III-a - zone protejate) și reprezintă o zonă de fânețe (acoperită cu vegetație arboricolă cu specii de mesteacăn, Betula din familia Betulaceae) și mlaștini oligotrofe (sărace în nutrienți).

### Floră
Aria naturală protejată adăpostește specii de plante rare, relicte glaciare, printre care: răchițeaua (Vaccinum oxicocos), o specie de garofițe (Dianthus superbus, din familia Caryophyllales), precum și taula (Spiraea salicifolia, o specie din familia Rosaceae).